# Francisco Fydriszewski
Francisco David „Polaco” Fydriszewski (ur. 13 kwietnia 1993 w Rosario) – argentyński piłkarz pochodzenia polskiego występujący na pozycji napastnika.